# كأس أيرلندا الشمالية 2008–09
كأس أيرلندا الشمالية 2008–09 (بالإنجليزية: 2008–09 Irish Cup)‏ هو موسم من كأس أيرلندا. كان عدد الأندية المشاركة فيه 100، وفاز فيه نادي كروسيدرز.

## النهائي
| نادي كليفتونفيل | 0 – 1  | نادي كروسيدرز                  |
| --------------- | ------ | ------------------------------ |
|                 | Report | مارك ديكسون (لاعب كرة قدم) 47' |